# Llengües Left May
Les llengües Left May o Arai constitueixen una petita família lingüística de mitja dotzena de llengües molt semblants entre sí, però sense ser mútuament intel·ligibles. Es parlen a la Nova Guinea Central, a la conca del riu Left May. El número de parlants d'aquestes llengües no supera els 2000. Foley (2018) classifica la família Left May com a família lingüística independent, mentre que Usher (2020) les vincula amb les llengües amto-musanes.
El membre millor documentat és la llengua ama.

## Llengües
Els membres de la família Left May són l'iteri, el nakwi, l'ama, el nimo, l'owiniga i, potser, el bo.

## Classificació
Foley (2018) suggereix la següent classificació.
Família Left May
- Branca occidental: Ama, Nimo, Iteri, Bo
- Branca oriental: Owiniga

L'iteri i el bo presenten una relació estreta entre sí.
Usher (2020) no reconeix la branca occidental primària.
Família arai
- Ama
- Nimo – Nakwi
  - Nakwi
  - Nimo
- Owiniga
- Arai occidental
  - Bo
  - Iteri - Rocky Peak
    - Iteri
    - Rocky Peak

## Relacions externes
Malcolm Ross (2005) relaciona les llengües Left May amb la família kwomtari – baibai i els anomena Left May - kwomtari, basant-se en les similituds en els pronoms.
Timothy Usher vincula les llengües Left May amb la família veïna amto-musana i la llengua aïllada pyu, els agrupa en la família arai-samaia. Tanmateix, Foley (2018) atribueix les similituds lèxiques entre les famílies mencionades més al contacte que a la relació.
Foley assenyala que les llengües Left May mostren bastantes diferències de les altres famílies de la conca sepik-ramu quant a la seva tipologia, que més aviat s'assembla a la família trans-novaguineana. Per exemple, les llengües Left May i trans-novaguineanes solen marcar el cas ergatiu, a diferència de la majoria de llengües de la conca del sepik-ramu. Tot i això, els parlants de les dues famílies històricament eren enemics, de manera que hi mancaven escenaris de contacte rellevants. Les similituds tipològiques presents potser es deuen a la casualitat, al contacte en temps més remots, o fins i tot a una relació genètica.